# Rashida Jones
Rashida Leah Jones (sinh ngày 25/2/1976) là nữ diễn viên, nhà làm phim người Mỹ. Cô được biết đến nhiều qua vai Ann Perkins trong sê-ri hài Parks and Recreation (đài NBC).